# Alergia krzyżowa
Alergia krzyżowa, krzyżowa reakcja alergiczna – zjawisko charakteryzujące się wystąpieniem tożsamych objawów alergicznych u tej samej osoby po wprowadzeniu do jej organizmu różnych alergenów (najczęściej różną drogą). W praktyce np. osoba uczulona na pyłek brzozy może mieć te same objawy alergiczne po spożyciu jabłek czy ananasów.
Do zjawiska alergii krzyżowej dochodzi przy identyczności lub znacznym podobieństwie epitopów alergenów. Wtedy swoiste przeciwciała IgE (lub receptory limfocytu T) nie są w stanie ich rozróżnić. Przy zgodności sekwencji aminokwasów przekraczającej 70% zjawisko reaktywności krzyżowej staje się bardzo prawdopodobne, a poniżej 50% znacznie zmniejszone.
Najczęstsze reakcje krzyżowe występują między alergenami pyłku drzew (np. brzoza) a alergenami surowych owoców i warzyw.

Alergia krzyżowa może zachodzić zarówno wśród alergenów pochodzących ze źródeł spokrewnionych gatunkowo (pyłki kwiatowe blisko spokrewnionych drzew, białka mleka pokrewnych gatunkowo ssaków), jak i niespokrewnionych (roztocze, krewetki). 

Należy odróżnić zjawisko alergii krzyżowej od współwystępowania uczulenia na kilka alergenów.